# NGC 1266
NGC 1266 ist eine linsenförmige Galaxie mit aktivem Galaxienkern vom Hubble-Typ S0 im Sternbild Eridanus am Südsternhimmel. Sie ist schätzungsweise 96 Millionen Lichtjahre von der Milchstraße entfernt und hat einen Durchmesser von etwa 45.000 Lj.
Im selben Himmelsareal befinden sich u. a. die Galaxien NGC 1253, NGC 1287, NGC 1289.
Das Objekt wurde am 20. September 1784 von dem deutsch-britischen Astronomen Wilhelm Herschel entdeckt.